# Dominik Zbrożek
Dominik Zbrożek (ur. 1 sierpnia 1832 w Samborze, zm. 1 lipca 1889 w Samborze) – polski inżynier geodeta, rektor i profesor zwyczajny geodezji na Politechnice Lwowskiej, poseł na Sejm Krajowy.

## Życiorys
W 1849 ukończył gimnazjum w Samborze, po którym przez rok uczył się na kursach filozoficznych w gimnazjum akademickim we Lwowie, a następnie zapisał się na kurs przygotowujący do Lwowskiej Akademii Technicznej. W latach 1851–1857 studiował na Politechnice Lwowskiej, w latach 1857–1859 na Politechnice Wiedeńskiej, a w latach 1859–1864 na politechnice w Pradze. Od 1864 do 1871 pracował jako asystent i docent na politechnice w Pradze. W 1871 habilitował się z geodezji i matematyki wyższej, został mianowany profesorem zwyczajnym geodezji na Politechnice Lwowskiej oraz został kierownikiem Katedry Zwyczajnej Geodezji i Astronomii. Był współtwórcą utworzonego we Lwowie obserwatorium astronomicznego i stacji meteorologicznej. W roku akademickim 1888/1889 był rektorem Politechniki Lwowskiej, a w latach 1878–1883 posłem na Sejm Krajowy.
Oprócz pracy dydaktycznej Zbrożek prowadził również praktyczną działalność geodezyjną, m.in. w latach 1880–1888 przeprowadził ścisłą niwelację Lwowa. Opublikował kilka artykułów z zakresu swojej specjalności m.in. "Teorię planimetru biegunowego" (1876) oraz "Zastosowanie wyznaczników w teorii najmniejszych kwadratów" (1884). Na początku 1889 poważnie zachorował i w połowie roku zmarł.